# Johan Bernhard Wiklund
Johan Bernhard Wiklund (i riksdagen kallad Wiklund i Byske), född 22 april 1886 i Byske församling, Västerbottens län, död där 20 maj 1953, var en svensk polisman och socialdemokratisk riksdagspolitiker.
Wiklund var ledamot av riksdagens andra kammare från 1929, invald i Västerbottens läns valkrets.